# ふるさとニッポン
『ふるさとニッポン』は、TBS系列局と秋田放送・福井放送・四国放送で放送されていた紀行番組。TBS系列局では1992年4月5日から1994年3月27日まで、毎週日曜 8:00 - 8:30 （日本標準時）に放送。

## 概要
スポンサーは郵政省（後の日本郵政公社、2007年10月以後は日本郵政引き継ぎ）で、スポンサー紹介においては「皆さまの郵便局」として紹介されていた。TBS系列局では日曜8時台に放送されていたが、系列外の3局では別枠での遅れネットが行われていた。
この番組の終了後、郵便局の単独提供枠はテレビ朝日へと移り、以後は同局で郵便局提供の『謎ジパング あなたの知らない日本』が放送されるようになった。
| TBS系列 日曜8:00枠                                               | TBS系列 日曜8:00枠                                | TBS系列 日曜8:00枠                                                                                                   |
| 前番組                                                           | 番組名                                            | 次番組 |
| ---------------------------------------------------------------- | ------------------------------------------------- | --- |
| ふるさと讃讃 （1990年10月 - 1992年3月） ※TBSと系列各局の共同製作 | ふるさとニッポン （1992年4月5日 - 1994年3月27日） | 関口宏のサンデーモーニング ↓ 新サンデーモーニング ↓ サンデーモーニング （1994年4月3日 - ） ※8:00 - 9:54 【30分拡大】 |

| スタブアイコン | サブスタブ | この項目は、まだ閲覧者の調べものの参照としては役立たない、テレビ番組に関連した書きかけの項目です。この項目を加筆・訂正などしてくださる協力者を求めています（P:テレビ/PJ:放送または配信の番組）。 |